# Jundiá (Rio Grande do Norte)

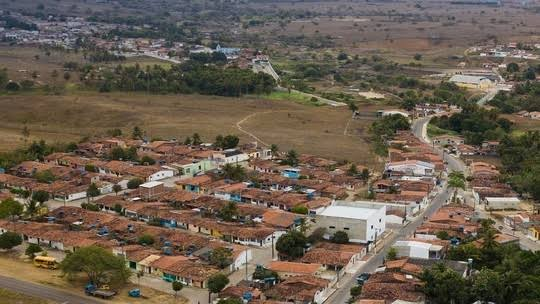
Jundiá (Rio Grande do Norte)

Jundiá est une municipalité brésilienne située dans l'État du Rio Grande do Norte.